# Liste der Monuments historiques in Bourg-Saint-Andéol
Die Liste der Monuments historiques in Bourg-Saint-Andéol führt die Monuments historiques in der französischen Stadt Bourg-Saint-Andéol auf.

## Liste der Bauwerke
| Bezeichnung                  | Beschreibung | Standort                                 | Kennzeichnung | Schutzstatus   | Datum     | Bild |
| ---------------------------- | ------------ | ---------------------------------------- | ------------- | -------------- | --------- | ---- |
| Mithrasrelief                |              | Parc Pradelle Avenue de Tourne (Lage)    | PA00116653    | Classé         | 1927      |      |
| Neptunbecken                 |              | Le Grand Jardin Chemin des Horts (Lage)  | PA00116654    | Classé         | 1932      |      |
| Hospizkapelle                |              | 40 avenue Notre-Dame (Lage)              | PA00116655    | Classé         | 1919      |      |
| Kapelle Saint-Polycarpe      |              | Place de la République Rue Ramade (Lage) | PA00116656    | Classé         | 1943      |      |
| Dolmen Bois des Géantes 1    |              | Les Joyandes (Lage)                      | PA00116657    | Classé         | 1900      |      |
| Dolmen Bois des Géantes 2    |              | Les Joyandes (Lage)                      | PA00116658    | Classé         | 1900      |      |
| Dolmen Bois des Géantes 3    |              | Les Joyandes (Lage)                      | PA00116659    | Classé         | 1900      |      |
| Dolmen Bois des Géantes 4    |              | Les Joyandes (Lage)                      | PA00116660    | Classé         | 1900      |      |
| Dolmen Bois des Géantes 5    |              | Les Joyandes (Lage)                      | PA00116661    | Classé         | 1900      |      |
| Dolmen Bois des Géantes 6    |              | Les Joyandes (Lage)                      | PA00116662    | Classé         | 1900      |      |
| Dolmen Bois des Géantes 7    |              | Les Joyandes (Lage)                      | PA00116663    | Classé         | 1900      |      |
| Kirche Saint-Andéol          |              | Place de l'Église (Lage)                 | PA00116664    | Classé         | 1862      |      |
| Brunnen Grandes Fontaines    |              | Rue des Grandes-Fontaines (Lage)         | PA00116665    | Inscrit        | 1946      |      |
| Hôtel Balzagette du Charneve |              | 32 Grande Rue (Lage)                     | PA00116666    | Inscrit        | 1946      |      |
| Hôtel Bonnot de Villeurain   |              | Rue Olivier-de-Serres (Lage)             | PA00116667    | Inscrit        | 1961      |      |
| Hôtel de Digoine             |              | Rue Poterne Rue Paul-Mazet (Lage)        | PA00116668    | Inscrit        | 1946      |      |
| Hôtel Doyse                  |              | Rue Paul-Mazet Rue Poterne (Lage)        | PA00116669    | Classé Inscrit | 1946      |      |
| Hôtel de Gabriac             |              | Rue Paul-Mazet (Lage)                    | PA00116670    | Inscrit        | 1947      |      |
| Hôtel Nicolai                |              | Rue Paul-Mazet Rue Jeanne-d’Arc (Lage)   | PA00116671    | Inscrit        | 1926      |      |
| Hôtel Pontal de Megret       |              | 1 rue du Docteur Pradelle (Lage)         | PA00116672    | Inscrit        | 1939      |      |
| Hôtel Ymonier                |              | 9 place Julien-Rigaud (Lage)             | PA00116673    | Inscrit        | 1946      |      |
| Lavoir de la Tourne          | Waschhaus    | Avenue de Tourne (Lage)                  | PA00116674    | Inscrit        | 1946      |      |
| Haus                         |              | 6 place Julien Rigaud (Lage)             | PA00116675    | Inscrit        | 1927      |      |
| Bischofspalast               |              | Rue Poterne Quai Fabry (Lage)            | PA00116676    | Classé         | 1946      |      |
| Pfarrhaus                    |              | Place de l’Abbé Paradis (Lage)           | PA00116677    | Inscrit        | 1946 1950 |      |

## Liste der Objekte
- Monuments historiques (Objekte) in Bourg-Saint-Andéol in der Base Palissy des französischen Kultusministeriums